# Carl Bertilsson
Carl Adolf Hjalmar Bertilsson (Drängsered, 18 oktober 1889 - Vånga (Kristianstad), 16 november 1968) was een Zweeds turner.
Bertilsson won tijdens de Olympische Zomerspelen 1908 de gouden medaille op het teamonderdeel bij het turnen.

## Olympische Zomerspelen
| Jaar | Plaats | Resultaten |
| ---- | ------ | ---------- |
| 1908 | Londen | team       |